# Asystasia scandens
Asystasia scandens là một loài thực vật có hoa trong họ Ô rô. Loài này được (Lindau) Hook. mô tả khoa học đầu tiên năm 1849.

## Hình ảnh

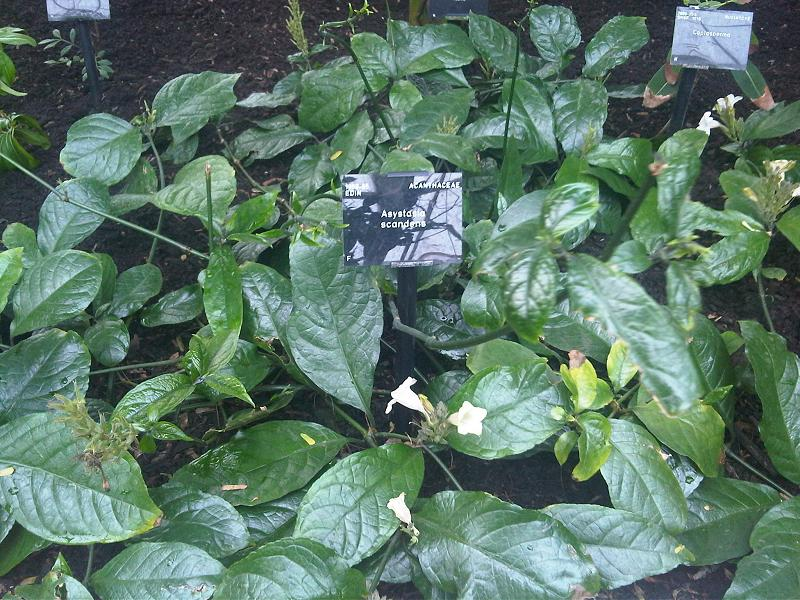